# Chaetocladius perennis
Chaetocladius perennis är en tvåvingeart som först beskrevs av Johann Wilhelm Meigen 1830.  Chaetocladius perennis ingår i släktet Chaetocladius och familjen fjädermyggor. Arten är reproducerande i Sverige. Inga underarter finns listade i Catalogue of Life.